# Rothschildia amoena
Rothschildia amoena är en fjärilsart som beskrevs av Jordan 1911. Rothschildia amoena ingår i släktet Rothschildia och familjen påfågelsspinnare. Inga underarter finns listade.